# Skąd przyszliśmy? Kim jesteśmy? Dokąd idziemy?
Skąd przychodzimy? Kim jesteśmy? Dokąd zmierzamy? (fr. D’où venons nous? Que sommes nous? Où allons nous?) – alegoryczny obraz postimpresjonistyczny namalowany w latach 1897–1898, na Tahiti przez francuskiego artystę Paula Gauguina. Obecnie znajduje się w Museum of Fine Arts w Bostonie. Na dwóch żółtych plamach w górnych rogach obrazu wypisane są tytuł (z lewej) i podpis: P. Gauguin / 1897 (z prawej).
W 1891 roku Gauguin opuścił Francję przenosząc się na Tahiti. Poszukiwał prostego, prawdziwego życia nieujętego w ramy sztucznych konwenansów. Uważał, że obraz Skąd przychodzimy? Kim jesteśmy? Dokąd zmierzamy?, stworzony w czasie osobistego kryzysu, jest jego największym dziełem, podsumowującym jego przemyślenia i poglądy. Z listów Gauguina dowiadujemy się, że powinniśmy „czytać” obraz od prawej do lewej, rozpoczynając od postaci śpiącego dziecka. Artysta napisał, że postacie rozmyślają nad pytaniami o ludzką egzystencję, danymi w samym tytule. Niebieskie bóstwo symbolizuje wszystko co jest poza naszym światem. Stara kobieta z lewej, bliska śmierci, zrezygnowana akceptuje swój los.